# Santa Lucía Miahuatlán
Santa Lucía Miahuatlán är en kommun i Mexiko.   Den ligger i delstaten Oaxaca, i den sydöstra delen av landet, 400 km sydost om huvudstaden Mexico City.
Följande samhällen finns i Santa Lucía Miahuatlán:
- El Sumidero
- San Isidro el Queyón
- Sierra Llano Grande